# Irak ved OL
Irak deltog første gang i olympiske lege under sommer-OL 1948 i London. Nationen deltog ikke i 1952 i Helsingfors og boykottede sommer-OL 1956 i Melbourne på grund af den da pågående Suezkrisen. Irak deltog så i alle tre sommerlege i 1960'erne, men boykottede sommer-OL 1972 i München og 1976 i Montréal i protest mod apartheid-regimet i Sydafrika. Fra og med sommer-OL 1980 har nationen deltaget i samtlige sommerlege. Irak har aldrig deltaget i vinterlegene. 

## Medaljeoversigt
| Iraks medaljer under de olympiske sommerlege | Iraks medaljer under de olympiske sommerlege | Iraks medaljer under de olympiske sommerlege | Iraks medaljer under de olympiske sommerlege | Iraks medaljer under de olympiske sommerlege | Iraks medaljer under de olympiske sommerlege |
| -------------------------------------------- | -------------------------------------------- | -------------------------------------------- | -------------------------------------------- | -------------------------------------------- | -------------------------------------------- |
| Lege                                         | Guld                                         | Sølv                                         | Bronze                                       | Totalt                                       | Rang                                         |
| 1948 London                                  | 0                                            | 0                                            | 0                                            | 0                                            | –                                            |
| 1952 Helsingfors                             | Deltog ikke                                  | Deltog ikke                                  | Deltog ikke                                  | Deltog ikke                                  | Deltog ikke                                  |
| 1956 Melbourne                               | Deltog ikke                                  | Deltog ikke                                  | Deltog ikke                                  | Deltog ikke                                  | Deltog ikke                                  |
| 1960 Rom                                     | 0                                            | 0                                            | 1                                            | 1                                            | 41                                           |
| 1964 Tokyo                                   | 0                                            | 0                                            | 0                                            | 0                                            | –                                            |
| 1968 Mexico City                             | 0                                            | 0                                            | 0                                            | 0                                            | –                                            |
| 1972 München                                 | Deltog ikke                                  | Deltog ikke                                  | Deltog ikke                                  | Deltog ikke                                  | Deltog ikke                                  |
| 1976 Montréal                                | Deltog ikke                                  | Deltog ikke                                  | Deltog ikke                                  | Deltog ikke                                  | Deltog ikke                                  |
| 1980 Moskva                                  | 0                                            | 0                                            | 0                                            | 0                                            | –                                            |
| 1988 Los Angeles                             | 0                                            | 0                                            | 0                                            | 0                                            | –                                            |
| 1988 Seoul                                   | 0                                            | 0                                            | 0                                            | 0                                            | –                                            |
| 1992 Barcelona                               | 0                                            | 0                                            | 0                                            | 0                                            | –                                            |
| 1996 Atlanta                                 | 0                                            | 0                                            | 0                                            | 0                                            | –                                            |
| 2000 Sydney                                  | 0                                            | 0                                            | 0                                            | 0                                            | –                                            |
| 2004 Athen                                   | 0                                            | 0                                            | 0                                            | 0                                            | –                                            |
| 2008 Beijing                                 | 0                                            | 0                                            | 0                                            | 0                                            | –                                            |
| 2012 London                                  | 0                                            | 0                                            | 0                                            | 0                                            | –                                            |
| 2016 Rio de Janeiro                          | 0                                            | 0                                            | 0                                            | 0                                            | –                                            |
| 2020 Tokyo                                   |                                              |                                              |                                              |                                              | –                                            |
| Totalt                                       | 0                                            | 0                                            | 1                                            | 1                                            |                                              |